# Emil Sutor
Emil Sutor fue un escultor de Alemania, nacido el 19 de junio de 1888 en Offenburg y fallecido el 13 de agosto de 1974 en Karlsruhe.

## Datos biográficos
Formación

Emil Sutor hizo su aprendizaje en el taller de escultura de  Simmler Venator en Offenburg. Después de estudiar desde 1907 hasta 1909 en la Academia de Bellas Artes de Karlsruhe en el Gran Ducado de Baden  , donde fue discípulo de Hermann Volz (1847-1941), y posteriormente en la Academia de Bellas Artes de Dresde en el estudio del escultor y artista gráfico Georg Wrba (1872-1939) . También viajó a distintos lugares, entre ellos Leipzig, Munich, París, etc.
Vida laboral

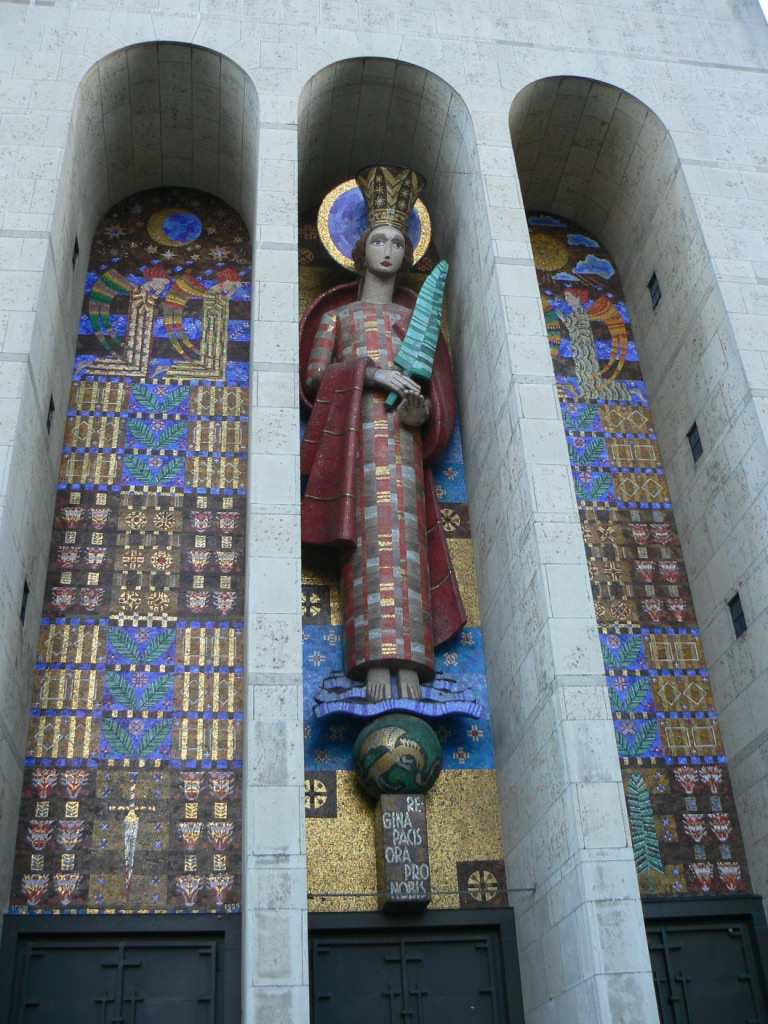
Mosaico de la Virgen María, fachada de la Frauenfriedenskirche), obra del arquitecto Hans Herkommer en Bockenheim.

Desde 1919, tenía su propio estudio en Karlsruhe. De 1925 a trabajó con la manufactura de mayólica del Estado en Karlsruhe. A partir de este trabajo fue cocreador de numerosas obras, en su mayoría de temática religiosa, por ejemplo, en las catedrales de Basilea , Friburgo , Breisach , Estrasburgo , y en muchas iglesias pequeñas. Así creó en el año 1928 la estatua de la Virgen María en mosaico, la más grande realizada en Europa, para la fachada de la Iglesia de la Paz de las Mujeres (en alemán: 
Frauenfriedenskirche), obra del arquitecto Hans Herkommer en Bockenheim.
Para la editorial Burda de Offenburg -Hubert Burda Media- Emil Sutor modeló como escultor, a petición expresa de su directo Franz Burdael «Senador»  , una estatuilla de Bambi , el ciervo, el famoso premio alemán a las estrellas. El BAMBI fue fundido en bronce y oro. Bis 1999 blieb das Sutor-Modell unverändert. Hasta 1999, el de Sutor fue el modelo sin cambios.
Hasta poco antes de su muerte, aún llevó a término numerosos encargos públicos.  ;Premios En 1936, cuando contaba 48 años de edad, ganó una medalla de oro en los concursos de arte de los  Juegos Olímpicos de Berlín. Las obras presentadas fueron: "Hürdenläufer" - (corredores de obstáculos, actualmente en el museo de Tokio )< y "Eishockeykampf", (lucha de hockey).

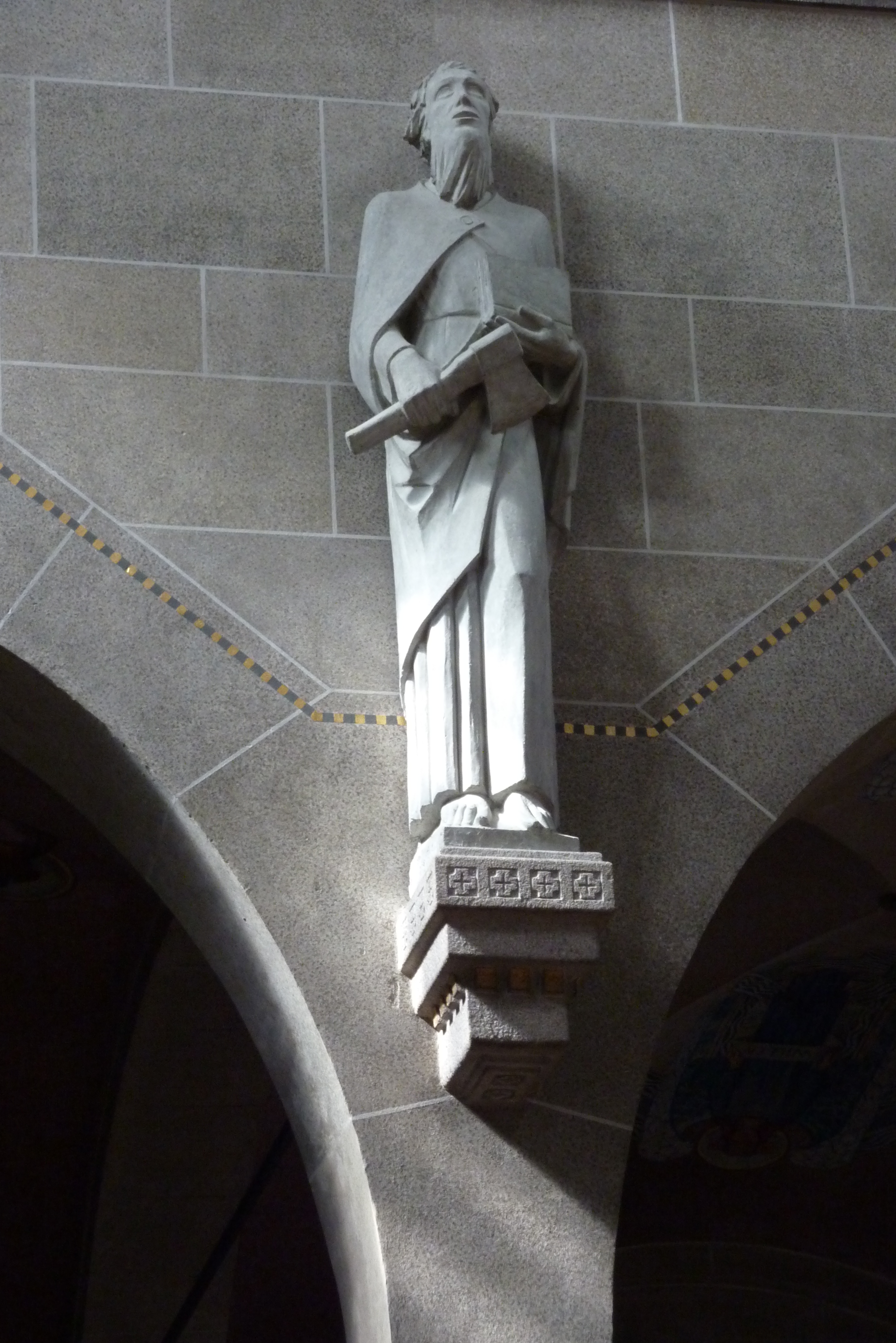
Estatua de Matías el Apóstol, en la iglesia católica de St. Georg de Hockenheim.
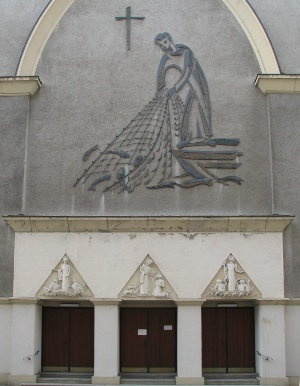
Portal de la iglesia de San pedro en el distrito Schwetzinger de Mannheim

== Notas y referencias == 
1. ↑  Puedes ver una fotografía del relieve "Saltadores de obstáculos" en olympic-museum.de (ed.) The Art Competition - Berlín 1936 (en inglés). Consultado el 27/1/2012.

;Enlaces externos  
* Stadtwiki Karlsruhe: artículo de Emil Sutor (en alemán). "Reseña biográfica y obras con imágenes" * wiesloch.de: Zum Leben und Werk Emil Sutor "Vida y obras de Emil Sutor" * Olypische Sommerspiele 1936 in Berlin - Goldmedaille für das Relief „Hürdenläufer“ von Emil Sutor (en alemán). *databaseolympics.com (ed.). «Perfil de Emil Sutor» (en inglés). Archivado desde el original el 7 de febrero de 2007.